# Liste der Baudenkmale in Insel Hiddensee
In der Liste der Baudenkmale in Insel Hiddensee sind alle Baudenkmale der Gemeinde Insel Hiddensee (Landkreis Vorpommern-Rügen) und ihrer Ortsteile zusammengestellt. Grundlage ist die Veröffentlichung der Denkmalliste des Landkreises Vorpommern-Rügen, Auszug aus der Kreisdenkmalliste vom August 2015.

## Denkmalbereich

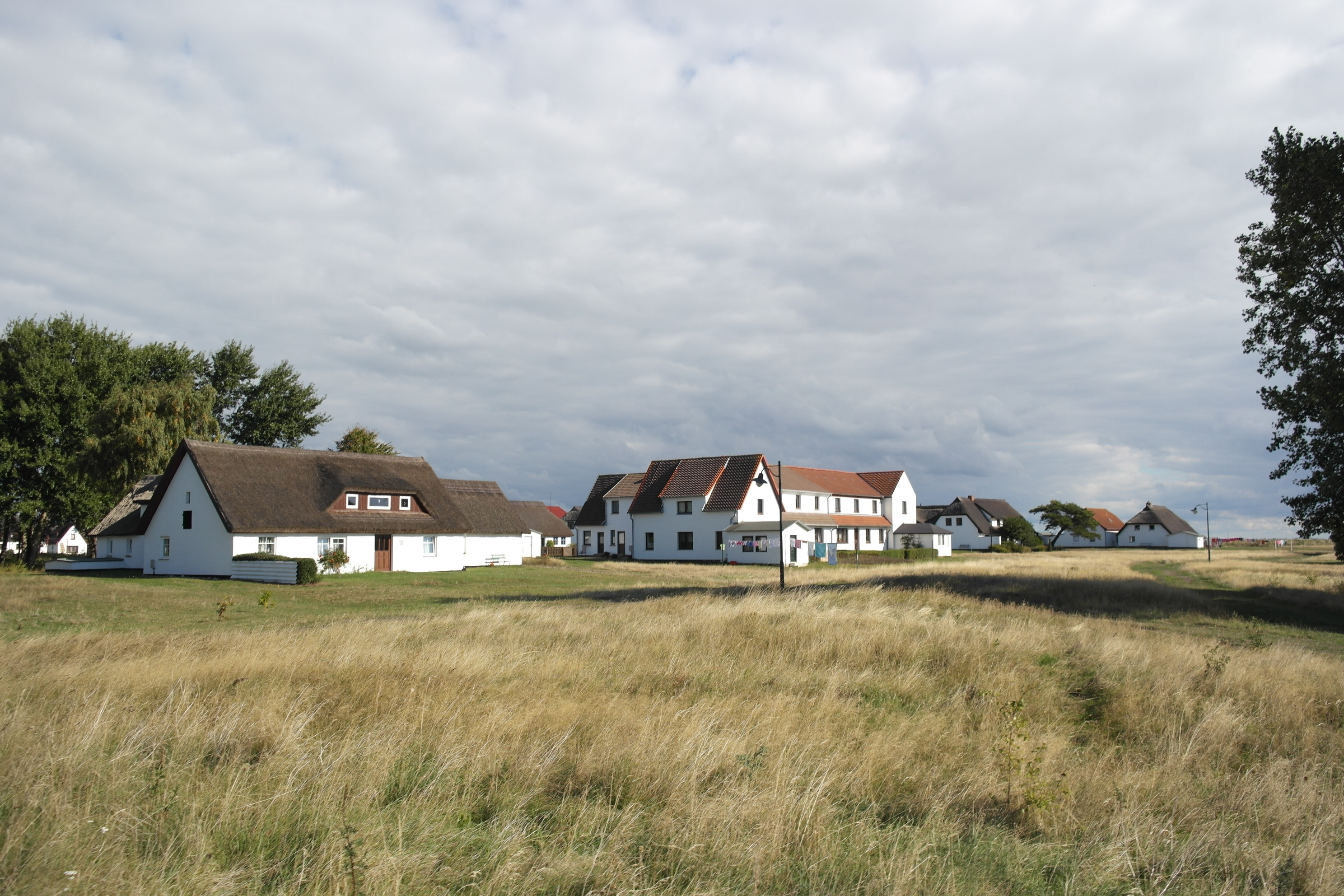
Das Dorf Neuendorf ist in seiner Gesamtheit als Denkmalbereich geschützt.

Der Ort Neuendorf ist seit dem Jahr 2005 als Denkmalbereich geschützt.

Der Ort entstand im Wesentlichen um das Jahr 1700, nur Plogshagen im Süden von Neuendorf ist älter. Bei einer schweren Sturmflut im Jahr 1872 wurden die meisten Häuser zerstört und anschließend neu aufgebaut. Neuendorf besteht aus neun in Ost-West-Richtung orientierten Häuserreihen auf Wiesengelände, meist ohne Abzäunung der Grundstücke. Die Häuser sind in der Regel eingeschossige Putzbauten, weiß gestrichen und mit Rohr, teilweise auch mit Ziegeln gedeckt. Sie stehen meist auf etwa 80 cm hohen Aufschüttungen, die zum Schutz vor Hochwasser angelegt wurden. Die Wiesen zwischen den Häusern waren Gemeinschaftseigentum und wurden als Weide für Schafe und Pferde sowie zum Trocknen der Fischernetze genutzt.
Die „Bebauungsstruktur eines Dorfes in der Wiesenlandschaft ist auf Hiddensee einzigartig und in der Form auch anderswo nicht bekannt“.

## Grieben
| ID    | Lage                  | Bezeichnung | Beschreibung | Bild        |
| ----- | --------------------- | ----------- | --- | ----------- |
| 00316 | Dorfstraße 50 (Karte) | Fischerhaus | Das Haus wurde um 1720 errichtet und zählt zu den ältesten Gebäuden auf der Insel. Es ist ein einstöckiger, rohrgedeckter Bau, der heute privat genutzt wird. In der Denkmalliste (Stand November 2018) wird die Dorfstraße 50 falsch im Ortsteil Kloster einsortiert. | Fischerhaus |

## Kloster
| ID    | Lage                    | Bezeichnung | Beschreibung | Bild |
| ----- | ----------------------- | --- | --- | --- |
| 00373 | Am Klostertor (Karte)   | Klostertor | Das Kloster Hiddensee war bis etwa 1535 in Betrieb und wurde als Folge der Reformation geschlossen. Von den baulichen Anlagen blieb mit Ausnahme der außerhalb der Klostermauern gelegenen Inselkirche Hiddensee nichts erhalten. Bei neuzeitlichen Grabungen wurden mehrere Fundamente freigelegt. Der heute als Klostertor bezeichnete Rundbogen steht in keinem direkten Zusammenhang mit dem Kloster, er war das Eingangstor zum auf dem früheren Klostergelände entstandenen Gutshof. Er stammt aus dem 18. Jahrhundert und wurde später baulich verändert. | Klostertor |
| 00374 | Am Klostertor 6 (Karte) | Wohnhaus (erste Wohnstätte Gerhart Hauptmanns)                                                                   | | Wohnhaus (erste Wohnstätte Gerhart Hauptmanns)                                                                   |
| 00378 | Am Leuchtturm 2 (Karte) | Leuchtturm | | Weitere Bilder                                                                                                   |
| 00376 | Biologenweg (Karte)     | Seminargebäude                                                                                                   | Das häufig als Kurshaus bezeichnete Seminargebäude entstand 1934 für die Biologische Station. | Seminargebäude                                                                                                   |
| 00377 | Biologenweg 20 (Karte)  | Wohnhaus | | Weitere Bilder                                                                                                   |
| 00375 | Biologenweg 3 (Karte)   | Wohnhaus | Das auch Haus Pingel genannte Wohnhaus zählt zu den vier Häusern auf Hiddensee, die in der ersten Hälfte der 1920er Jahre von Max Taut gebaut wurden. Taut entwarf das Haus im Jahr 1924 für den Innenarchitekten Walter Pingel. Bis etwa 1960 diente das Gebäude als Sommerhaus, danach wurde es als Wohnhaus genutzt und wurde baulich erheblich verändert. Die korrekte Adresse ist „Zum Hochland 3“. | Weitere Bilder                                                                                                   |
| 00376 | Biologenweg 5 (Karte)   | Wohnhaus (Doktorandenhaus)                                                                                       | Das Haus wurde 1925 von Max Taut für den Berliner Verleger Max Gehlen erbaut. Seit 1930 nutzt die Biologische Station Hiddensee das Gelände, das Haus wurde Doktorandenhaus genannt. | Weitere Bilder                                                                                                   |
| 00380 | Hügelweg 19 (Karte)     | Wohnhaus (Haus Felsenstein, Gesamtanlage), mit Gästehaus und Garten                                              | | Wohnhaus (Haus Felsenstein, Gesamtanlage), mit Gästehaus und Garten                                              |
| 00384 | Kirchweg 1 (Karte)      | Museum (ehem. Seenotrettungsstation)                                                                             | Das ca. 1890 erbaute Gebäude an der Ostsee am Westrand des Ortes diente früher als Seenotrettungsstation und wird nun als Heimatmuseum genutzt. Ursprünglich besaß es eine Klinkerfassade, die in den 1960er Jahren verputzt wurde. | Museum (ehem. Seenotrettungsstation)                                                                             |
| 00382 | Kirchweg 13 (Karte)     | Villa „Seedorn“ mit Anbauten (Gerhart-Hauptmann-Gedenkstätte)                                                    | | Weitere Bilder                                                                                                   |
| 00888 | Kirchweg 3 (Karte)      | Kloster, Kirchweg 3, Sommerhaus Muthesius                                                                        | Das Haus steht am Hochufer oberhalb des Heimatmuseums und ist aus Richtung Vitte von weitem zu sehen. Der Architekt Eckart Muthesius begann 1946 mit dem Bau seines Sommerhauses. Die Zimmer sind über einen Außenflur unter dem weit vorgezogenen Dach zu erreichen, nur Küche, Bad und Wohnzimmer sind innen miteinander verbunden. Im Jahr 2009 wurde das Gebäude unter Denkmalschutz gestellt. | Kloster, Kirchweg 3, Sommerhaus Muthesius                                                                        |
| 00901 | Kirchweg 3              | Einraumpavillon mit Veranda                                                                                      | | |
| 00379 | Kirchweg 35 (Karte)     | Friedhof mit Grabstätte Gerhart Hauptmanns, Familiengrabstätte Walter Felsensteins und Grabstelen bei der Kirche | siehe Friedhof um die Inselkirche | Friedhof mit Grabstätte Gerhart Hauptmanns, Familiengrabstätte Walter Felsensteins und Grabstelen bei der Kirche |
| 00381 | Kirchweg 35 (Karte)     | Kirche | | Weitere Bilder                                                                                                   |
| 00902 | Kirchweg 9              | Zweiraumpavillon                                                                                                 | | |
| 00383 | Zum Hochland 13 (Karte) | „Lietzenburg“ | Der wohlhabende Maler Oskar Kruse (1847–1919) ließ die Jugendstilvilla in Kloster 1904/1905 erbauen. In seiner Abgeschiedenheit wurde es ein beliebter Treffpunkt für Künstler und Schriftsteller. | Weitere Bilder                                                                                                   |
| 00878 | Zum Hochland 17 (Karte) | Ehem. Pension (heute Vogelwarte)                                                                                 | | Ehem. Pension (heute Vogelwarte)                                                                                 |

## Neuendorf
| ID    | Lage                   | Bezeichnung                     | Beschreibung | Bild                            |
| ----- | ---------------------- | ------------------------------- | ------------ | ------------------------------- |
| 00459 | (Karte)                | Leuchtturm auf dem Gellen       |              | Weitere Bilder                  |
| 00855 | Pluderbarg 7 (Karte)   | Fischereischuppen „Lütt Partie“ |              | Fischereischuppen „Lütt Partie“ |
| 00460 | Schabernack 13 (Karte) | Wohnhaus                        |              | Wohnhaus                        |
| 00461 | Schabernack 15 (Karte) | Wohnhaus                        |              | Wohnhaus                        |
| 00462 | Schabernack 17 (Karte) | Wohnhaus                        |              | Wohnhaus                        |

## Vitte
| ID    | Lage                       | Bezeichnung                              | Beschreibung | Bild                                     |
| ----- | -------------------------- | ---------------------------------------- | --- | ---------------------------------------- |
| 00791 | Norderende 140 (Karte)     | Wohnhaus                                 | | Wohnhaus                                 |
| 00788 | Norderende 172 (Karte)     | Windmühle                                | | Weitere Bilder                           |
| 00789 | Norderende 90 (Karte)      | Wohnhaus                                 | | Wohnhaus                                 |
| 00790 | Norderende 92, 94 (Karte)  | Wohnhaus (Muthesius-Haus) mit Garten     | Das einstöckige rohrgedecktem Doppelhaus wurde von Hermann und Anna Muthesius erworben, die das ehemalige Fischerhaus umbauten. | Wohnhaus (Muthesius-Haus) mit Garten     |
| 00792 | Sprenge 30 (Karte)         | Wohnhaus                                 | | Wohnhaus                                 |
| 00796 | Süderende 105 (Karte)      | Fischerkaten (Hexenhaus, Haus Reichwein) | Das um 1753 erbaute Hexenhaus ist eins der ältesten Gebäude Vittes. Ursprünglich war es ein Fischerkaten. Im Jahr 1915 erwarb es die Malerin Elisabeth Büttner. 1930 übergab sie es an Annemarie Pallat, Ehefrau des Archäologen Ludwig Pallat. Auch ihr Schwiegersohn, der Reformpädagoge Adolf Reichwein, nutzte es als Sommerhaus. Wegen seiner Tätigkeit im Kreisauer Kreis wurde er 1944 von den Nationalsozialisten hingerichtet. Ein Stolperstein vor dem Haus erinnert an ihn. Nach dem Zweiten Weltkrieg gehörte das Haus seiner Frau Rosemarie Reichwein und ist seit 1990 wieder im Besitz der Familie Reichwein. | Fischerkaten (Hexenhaus, Haus Reichwein) |
| 00794 | Süderende 33 (Karte)       | Katen                                    | | Katen                                    |
| 00795 | Süderende 57 (Karte)       | Wohnhaus (Arzthaus) mit beiden Ställen   | Das Arzthaus wurde 1914 aus Mitteln der Kurtaxe von der Gemeinde erbaut, damit Ärzte sich auf der Insel niederließen. Henni Lehmann steuerte ein Darlehen zum Bau des Hauses bei. Hinter dem Backsteingebäude befindet sich der ebenfalls denkmalgeschützte Stall. | Wohnhaus (Arzthaus) mit beiden Ställen   |
| 00797 | Süderende 73 (Karte)       | Wohnhaus (Haus Nowak)                    | Haus Nowak, ein reetgedecktes Haus, Sommersitz und Künstlertreff, 1920/22 als Landhaus von Hermann und Anna Muthesius erworben und umgebaut. Später lebte und arbeitete hier die dem Hiddensoer Künstlerinnenbund angehörende Julie Wolfthorn; zu ihrem Gedenken befindet sich direkt vor dem Haus ein ihr gewidmeter Stolperstein. Ab 1959 war das Haus kreativer Wohnsitz des Grafikers und Illustrators Werner Klemke und seiner Ehefrau, der Malerin, Graphikerin und Trickfilmzeichnerin Gertrud Klemke-Stremlau, sowie ihrer Familie. Seit 1991 ist das Haus Sommersitz von Dr. Peter Nowak und Lena Blaudez.          | Wohnhaus (Haus Nowak)                    |
| 00799 | Zum Seglerhafen 13 (Karte) | Wohnhaus (Nordperd/Haus Weidermann)      | Das Haus wurde 1923 von Max Taut erbaut. Das nach Westen (zur Ostsee) tief herabgezogene Ziegeldach erinnert an die Kopfbedeckung der Fischer und Seeleute. Nach Osten hingegen, zum Bodden, öffnet sich das Haus einladend. Errichtet wurde es für den Berliner Kaufmann Karl Weidermann, der es 1939 an die Familie Delius/Möbius verkaufte. | Weitere Bilder                           |
| 00798 | Zum Seglerhafen 7 (Karte)  | Wohnhaus (Asta-Nielsen-Haus/Haus Müller) | Das Haus wurde 1922 von Max Taut für den kaufmännischen Direktor Richard Müller erbaut. 1928 kaufte es Stummfilmstar Asta Nielsen, die hier bis 1935 zusammen mit ihrer Schwester die Sommermonate verbrachte und das Haus Karusel (Dänisch für Karussell) nannte. Eine Ausstellung im Haus erinnert an Asta Nielsen und Max Taut. Später diente das Haus als Wohnhaus, heute wird es für Ausstellungen genutzt. | Weitere Bilder                           |

## Ehemalige Baudenkmale
| ID | Lage                             | Bezeichnung                    | Beschreibung | Bild                           |
| -- | -------------------------------- | ------------------------------ | --- | ------------------------------ |
|    | Neuendorf, Königsbarg 10 (Karte) | Fischerschuppen „Groot Partie“ | Die beiden Neuendorfer Fischereivereinigungen, Lütt Partie und Groot Partie, besaßen eigene Schuppen für die Geräte. Der Schuppen der Groot Partie verfiel nach 2000 zunehmend und wurde von der Denkmalliste gestrichen. Nach 2015 wurde er wieder aufgebaut und beherbergt wie der Schuppen der Lütt Partie eine Ausstellung. Das Bild zeigt den Zustand im Jahr 2013. | Fischerschuppen „Groot Partie“ |
|    | Vitte, Norderende 140 (Karte)    | Palucca-Haus                   | Die Tänzerin Gret Palucca ließ 1961 ein Sommerhaus in Vitte erbauen. Es war ein massives Gebäude, aus verputztem Backstein mit Reet gedeckt und mit einem weit heruntergezogenen Dach auf der Nord- und einer weitgehend verglasten Südseite. Es stand laut Denkmalbehörde des Landes Mecklenburg-Vorpommern mit seiner „schlichten Formensprache der 1960er Jahre“ in der „Tradition der Vorkriegsmoderne“. Anfang 2009 wurde es aus geschichtlichen und städtebaulichen Gründen unter Denkmalschutz gestellt. Nachdem Gret Palucca 1993 verstorben war, ging ihr Haus in den Besitz einer Erbengemeinschaft über und stand mehrere Jahre leer. Im März 2009 wurde das Haus in Berlin versteigert. Aber bereits vorher hatte die Gemeinde eine Abrissgenehmigung erteilt, die auf Grund schnellster Auftragserteilung bereits am 21. März in die Tat umgesetzt wurde, bevor die Abrissgenehmigung für das mittlerweile denkmalgeschützte Haus zurückgenommen werden konnte. Zu Abbildungen siehe in den Referenzen. |                                |

## Quelle
- Denkmalliste des Landkreises Vorpommern-Rügen